# 利馬的聖羅莎 (聖卡塔琳娜州)
圣罗莎-迪利马是巴西圣卡塔琳娜州的一个市镇。总面积203平方公里，总人口2089人，人口密度10.3人/平方公里。